# Ласкарис ди Вентимиля
Ласкарис ди Вентимиля е италианска графска фамилия, едно от разклоненията на рода Вентимиля. Началото ѝ се поставя през 60-те години на XIII в., когато граф Гулиелмо Пиетро ди Вентимиля (1230-ок.1282) се жени в Константинопол за Евдокия Ласкарина Асенина, дъщеря на никейския император Теодор II Ласкарис и внучка на българския цар Йоан Асен II. Благодарение на Евдокия към герба на рода се добавя двуглав орел, символ на нейния царствен произход.

## Родът Вентимиля
Аристократичният род Вентимиля е основан през X век в Лигурия. В следващите векове негови разклонения се появяват в Прованс (Франция), Сицилия и Испания. Според версията на Пиетро Джиофредо, италиански историк от XVII в., основателят ѝ се нарича Одоне и е син на Алерамо от Монферато, установил се около 999 г. във Вентимиля и скоро след това получил права върху областта от краля на Италия Ардуин от Ивреа.
Друг учен, Виторио Анджиус, в своя труд върху благородническите семейства в Савойската империя от 1837 г. прилага родословно дърво на графовете Вентимиля от 1785 г., което открива в архивите. Според неговите данни родоначалник на фамилията е Конрад, роднина на крал Ардуин от Ивреа. Въпросният документ отбелязва, че Конрад се оженва за Ришилда, дъщерята на Ардуин Глабер, и става баща на посочения по-горе Одоне.
От 1251 г. графовете Вентимиля са подчинени на Генуезката република В края на XIII в. родът губи всички права върху наследствените си феодални владения във Вентимиля, но по това време негови представители вече са се разселили из Лигурия и по други места. Така, техните разклонения са: Вентимиля дел Маро (с владения в долината на р. Маро в днешната провинция Империя в Лигурия и след това в Сицилия), френски клон в Прованс, испански клон в Малага.

## Ласкарис ди Вентимиля
След сватбата на Евдокия Ласкарина Асенина и граф Гулиелмо Пиетро ди Вентимиля през юли 1261 г. семейството живее известно време във Вентимиля, след това в Тенд. След като остава вдовица Евдокия заминава с дъщерите си Беатриче и Ватаца за Кралство Арагон.
Част от фамилията се установява в Ница, където до 1802 г. тяхна собственост е дворецът Ласкарис.
Родът Ласкарис ди Вентимиля във Франция дава много военни, епископи и кардинали, един велик магистър на ордена на хоспиталиерите. Сред представителите на рода има наградени с кралските отличия „Орден на Светия дух“ и „Орден на Свети Луи“, а двама от тях са кръщелници на самия крал Луи XIV.
Сред живеещите в Савоя членове на рода последният мъжки представител от тях на Ласкарис ди Вентимиля е маркиз Агостино Ласкарис ди Вентимиля, починал през 1838 г. без да остави потомци. Неговата съпруга Джузепина Карон ди Сан Томазо, понеже няма собствени деца, прехвърля титлата към фамилията Бенсо, тъй като сестра ѝ Адел е омъжена за граф Густаво Бенсо.
По-известни представители на разклонението Ласкарис ди Вентимиля също са:
- Ватаца Ласкарис
- Ласкара де Вентимиля
- Беатриче ди Тенда
- Жан Пол Ласкарис ди Вентимиля и Кастеллар, Велик магистър на Малтийския орден (1636 – 1657)